# Antoine Leiris
Pour les articles homonymes, voir Leiris.
Antoine Leiris, né le 21 mai 1981, est un journaliste français. Il se fait particulièrement connaître par la lettre, « Vous n’aurez pas ma haine », qu’il a rédigée en réaction à la mort de son épouse, Hélène Muyal-Leiris, tuée lors des attentats du 13 novembre 2015 en France au Bataclan.

## Biographie

### Carrière professionnelle
Enfant d'une mère professeur de français et d'un père comptable, Antoine Leiris passe un DEUG de droit avant de devenir journaliste culturel. Il fait un bref passage au standard de la radio RTL.
De 2011 à 2014, il réalise pour France Info l’émission Tableauscopie consacrée à la peinture. Il décide de quitter son poste afin d'écrire un roman.

### Attentats de novembre 2015
Il rencontre Luna-Hélène Muyal en 2003 avec laquelle il a un fils en 2014.
Son épouse, alors âgée de 35 ans, figure parmi les 89 morts de l'attentat commis au Bataclan le 13 novembre 2015 par un commando se réclamant de l'organisation « État islamique »,.
Le 16 novembre, trois jours après les attentats, il publie sur Facebook un message intitulé Vous n’aurez pas ma haine qui connaît un fort retentissement, faisant notamment la une du quotidien Le Monde où il déclare notamment « Alors non je ne vous ferai pas ce cadeau de vous haïr. Vous l’avez bien cherché pourtant mais répondre à la haine par la colère ce serait céder à la même ignorance qui a fait de vous ce que vous êtes ». Le texte est partagé près de 230 000 fois en français, traduit dans plusieurs langues.
Le 30 mars 2016, il publie chez Fayard son premier livre sous le même titre où il conte les douze premiers jours « d’une vie à trois qu’il faut poursuivre à deux ». « Le livre s'est écrit d'un trait, une fois mon fils à la crèche ou couché. L'écriture n'a pas de vertu thérapeutique mais c'est une parenthèse dans le chagrin. »
À la télévision, il met en garde contre « la défaite de la pensée » défendant une réponse aux attentats qui soit culturelle, pour comprendre l’horreur et la contrer : « Je pense que la culture nous fait avancer, elle nous fait grandir. On parlait d’ignorance… Évidemment, ça doit passer par la culture. À force de la refuser, de la mettre de côté, on finit par en priver une grande partie des gens qui ont le désir de s’élever. » Il reçoit le prix littéraire du Rotary d’expression française.
Un an après les attentats, le 13 novembre 2016, France 5 diffuse un documentaire également nommé Vous n’aurez pas ma haine qu'il réalise. Il y interroge des victimes du 13-Novembre, mais aussi le psychiatre Boris Cyrulnik, le philosophe Abdennour Bidar et une rescapée de l'attentat de la rue de Rennes commis en 1986.

### Plume officielle de la Maire de Paris
En septembre 2018, Anne Hidalgo recrute Antoine Leiris au poste de « plume officielle ».

## Hommage
Compagnon de la victime de l'attentat du 20 avril 2017 sur l'avenue des Champs-Élysées, Étienne Cardilès se réfère à Antoine Leiris — dont il avait lu le livre — lors de l'hommage national à Xavier Jugelé : « Cette douleur m’a donné le sentiment d’être plus proche que jamais de tes camarades qui souffrent, comme toi silencieusement, comme moi silencieusement. Pour ce qui me concerne, je souffre sans haine (...) Cette haine, Xavier, je ne l’ai pas parce qu’elle ne te ressemble pas, parce qu’elle ne correspond en rien à ce qui faisait battre ton cœur, ni ce qui avait fait de toi un gendarme puis un gardien de la paix ».

## Publications
- Vous n'aurez pas ma haine, Paris, Fayard, 30 mars 2016, 138 p. (ISBN 978-2-213-70129-5)
- La vie, après, Paris, Robert Laffont, 17 octobre 2019 (ISBN 978-2-221-24641-2)

## Adaptation théâtrale
En 2017, le metteur en scène Benjamin Guillard adapte Vous n'aurez pas ma haine avec Raphaël Personnaz au théâtre du Rond-Point, au théâtre de l'Œuvre et en tournée dans toute la France.

## Adaptation cinématographique
En 2022, le réalisateur Kilian Riedhof adapte Vous n'aurez pas ma haine au cinéma, avec les comédiens Pierre Deladonchamps et Camélia Jordana. Le film est présenté au festival de Locarno en Suisse,.

## Livre audio
En juin 2017, Antoine Leiris contribue en tant que lecteur à la version livre audio du livre Arrête avec tes mensonges de Philippe Besson.